# Basisch oxide
Een basische oxide is een anorganische verbinding die met water reageert tot een hydroxide-base. De belangrijkste voorbeelden zijn sommige metaaloxiden, zoals calciumoxide:
{\displaystyle {\ce {CaO + H2O -> Ca(OH)2}}}
De oorzaak van dit fenomeen ligt in het feit dat calcium met zuurstof een covalente binding met sterk ionair karakter vormt. Formeel kan de reactie als volgt worden opgevat:
{\displaystyle {\ce {O^2- + H2O -> 2OH-}}}
Magnesiumoxide (MgO) doet net hetzelfde. Berylliumoxide (BeO) vormt een uitzondering, omdat beryllium een zeer klein element is. Deze verbinding is immers amfoteer.
Bij transitiemetalen geldt echter over het algemeen: hoe hoger de oxidatietoestand van het metaal, hoe meer zuurvormend het oxide is. Een voorbeeld hiervan is chroom: in de oxidatietoestand +III (chroom(III)oxide) is het oxide basisch:
{\displaystyle {\ce {Cr2O3 + 3H2O -> 2Cr(OH)3}}}
In oxidatietoestand +VI (chroom(VI)oxide) is het oxide echter zuur:
{\displaystyle {\ce {CrO3 + H2O -> H2CrO4}}}